# Apollonios Dyskolos
Apollonios Dyskolos – żyjący w II wieku n.e. grecki filolog, znany jako jeden z pierwszych badaczy gramatyki języka naturalnego. Urodził się w Aleksandrii. Jego przydomek brzmiał ὁ δύσκολος, co oznacza „trudny do zadowolenia” bądź też „gburowaty”, a wiązało się to z jego wysokim zdolnościami analitycznymi i wybuchowym charakterem. Żył pod rządami cesarza Hadriana i Antoniusza Piusa. Większą część życia spędził w swojej rodzinnej Aleksandrii, tam też umarł. Jest autorem wielu tekstów na temat części mowy, m.in. na temat składni; jeden z nich nosi tytuł Perí syntáxeos i składa się z 4 ksiąg. Oryginał zachował się do dzisiaj. Wraz z synem Aeliuszem miał znaczący wpływ na badania późniejszych gramatyków. Od jego nazwiska nazwę bierze współczesny Instytut Języka i Językoznawstwa im. Apolloniusa.